# Kuk sool won
Kuk sool won (국술원) is een Koreaanse vechtkunst ontwikkeld door grootmeester Suh In Hyuk (서인혁).
Grootmeester Suh In Hyuk trainde in zijn jeugd in diverse boeddhistische kloosters en ook als leerling van de grondlegger van het hapkido. Later ontwikkelde hij zijn eigen stijl, het kuk sool won.
Kuk sool won-beoefenaars hebben zich verenigd in de World Kuk Sool Association.

## In de lage landen
In Nederland wordt het kuk sool won in zes scholen beoefend. Hoofdinstructeur in Nederland is Robbin Baly (5e dan), die in onder andere Amsterdam lesgeeft aan een groep van circa 200 leerlingen.